# São Gonçalo (Janaúba)
São Gonçalo é um bairro do município brasileiro de Janaúba, no interior do estado de Minas Gerais. É comumente habitado por famílias de alta renda. Compreendido entre as ruas Álvaro da Silva Lopes, o trecho da Avenida Engenheiro Manoel Athaíde até a rua Maranhão, tendo como limite a margem o rio Gorutuba. Neste bairro está localizada a Praça Anchieta, onde podem ser encontrados vários exemplares da árvore angico branco.
Neste bairro estão localizados o Parque de Exposições, o 51° Batalhão da Polícia Militar de Minas Gerais, o Hospital e Maternidade FUNDAJAN e a sede da subseção da Justiça Federal de Janaúba e Rodoviária da cidade.
É servido por grandes avenidas, tais como Avenida Beira Rio (ou Prefeito Edilson Brandão Guimarães), Avenida Santa Mônica, que inicia na Beira Rio, Avenida dos Inconfidentes. Possui como limites  os bairros Centro, Esplanada, Saudade e Santo Antônio.